# Пояна-Бленкій
Пояна-Бленкій (рум. Poiana Blenchii) — село у повіті Селаж в Румунії. Адміністративний центр комуни Пояна-Бленкій.
Село розташоване на відстані 367 км на північний захід від Бухареста, 54 км на схід від Залеу, 59 км на північ від Клуж-Напоки.

## Населення
За даними перепису населення 2002 року у селі проживали 746 осіб.
Національний склад населення села:
| Національність | Кількість осіб | Відсоток |
| -------------- | -------------- | -------- |
| румуни         | 653            | 87,5%    |
| цигани         | 90             | 12,1%    |

Рідною мовою назвали:
| Мова      | Кількість осіб | Відсоток |
| --------- | -------------- | -------- |
| румунська | 653            | 87,5%    |
| циганська | 90             | 12,1%    |